# Erik Wilbek
Erik Wilbek (20. januar 1920 i København-26. december 1986 i Sorgenfri), var en dansk fuldmægtig og landsholdspiller i basketball, som deltog i basketball EM 1951 og 1953. Han var også landsholdspiller i håndbold og spillede to landskampe begge mod Sverige. Han spillede håndbold i HG.
Erik Wilbek var blandt andet ansat ved WHO i Tunesien.
Erik Wilbek blev 1955 gift med Birgitte Harms (Wilbek), som var dansk landsholdspiller i basketball og håndbold. Parret er forældre til Ulrik Wilbek, dansk landstræner i håndbold og deres niece Lise Wilbek var dansk mester på 100 og 200 meter 1977.